# Futurepop
Futurepop – gatunek elektronicznej muzyki tanecznej wywodzący się z nurtów synth pop, EBM oraz uplifting trance.
Termin został po raz pierwszy użyty przez Ronana Harrisa oraz Stephana Grotha, próbujących określić tworzoną przez siebie muzykę. W ostatnich latach koncepcja futurepopu została rozszerzona przez takie grupy jak Solitary Experiments, XP8 czy też Rotersand poprzez dodawanie elementów progresywnego trance. Jeszcze inne grupy jak np. Assemblage 23 skłaniały się bardziej ku electro-industrialowi i EBM. Muzyka futurepop należy do niszowych i popularna jest wyłącznie w określonych kręgach odbiorców.